# إغناثيو أجوادو
إغناثيو أجوادو (من مواليد 23 فبراير 1983) هو محامي وسياسي إسباني من حزب المواطنين، يعمل كمتحدث باسم الحزب في جمعية مدريد ونائب الرئيس، ووزير الرياضة والشفافية في مجلس الوزراء والمتحدث باسم حكومة مجتمع مدريد بين 2019 و2021.